# Paradoxa de Gibbs
En termodinàmica i mecànica estadística, la paradoxa de Gibbs, plantejada per Josiah Willard Gibbs, part d'una expressió no extensiva de l'entropia segons la qual, si en un sistema tancat es dona un procés isobàric i isotèrmic de difusió pel qual es barregen dos gasos ideals qualssevol, la variació d'entropia del sistema sempre serà positiva, fins i tot si tots dos gasos són iguals.

## Experiment mental
Partim d'un sistema tancat simple constituït per dos recipients de volums V1 i V₂, dins dels quals col·loquem N1 molècules d'un gas ideal A i N₂ molècules d'un gas ideal B, respectivament. Fixem la mateixa temperatura i pressió per a tots dos gasos. Suposant que tots dos recipients estiguin en contacte, fem un petit orifici pel qual les molècules de tots dos gasos puguin passar d'un recipient a un altre de manera que tots dos gasos acabin per barrejar-se entre si. Això genera un procés isotèrmic i isobàric de difusió lenta, un procés reversible que, una vegada finalitzat, permetrà a les N1+N₂ molècules ocupar el volum total de sengles recipients. Analitzant la variació de l'entropia del procés, partim que l'equació diferencial de l'entropia estableix que per a tot procés infinitesimal i reversible, com aquest,
{\displaystyle TdS=dU+pdV\,}
on T és la temperatura, S l'entropia, U l'energia interna, p la pressió i V el volum del sistema. A més, tenint en compte que es tracta de gasos ideals, la pressió i energia interna estan relacionades amb la temperatura segons
{\displaystyle pV=NkT\,\,y\,\,U={\frac {3}{2}}NkT\,}
on {\displaystyle k={\frac {R}{N_{0}}}}és la constant de Boltzmann, R la constant universal dels gasos i N0 el nombre d'Avogadro. A partir de totes aquestes expressions, arribem al fet que l'entropia ve donada per l'expressió
{\displaystyle S=Nk({\frac {3}{2}}\ln T+\ln V+S_{0})\,}
on S0 és una constant d'integració. D'aquesta expressió, veiem que l'entropia de cada gas, quan estan en els seus respectius recipients, és
{\displaystyle S_{j}=N_{j}k({\frac {3}{2}}\ln T+\ln V_{j}+S_{0});j=1,2\,}
Per tant, l'entropia total del sistema abans de la mescla és
{\displaystyle S_{i}=S_{1}+S_{2}\,}
Després de la mescla, passem al fet que el volum és V=V1+V₂ i el nombre de molècules N=N1+N₂, per la qual cosa, reemplaçant en la mateixa equació utilitzada abans, l'entropia final del sistema és
{\displaystyle S_{f}=(N_{1}+N_{2})k({\frac {3}{2}}\ln T+\ln(V_{1}+V_{2})+S_{0})\,}
Arribem al fet que la variació total d'entropia del sistema és
{\displaystyle \Delta S=S_{f}-S_{i}=S_{f}-(S_{1}+S_{2})=k(N_{1}\ln {\frac {V}{V_{1}}}+N_{2}\ln {\frac {V}{V_{2}}})\,}

Ara, si prenem N1=N₂=N0 i V1=V₂=V0, tenim que la variació d'entropia és
{\displaystyle \Delta S=nR\ln n\,}
Segons aquestes expressions, la variació d'entropia en aquesta classe de processos és sempre positiva per a n gasos qualssevol, sense importar res més que el nombre de gasos que hi intervenen i el valor de la constant universal dels gasos. A simple vista, això mancaria de sentit si suposem que els gasos són iguals ja que derivaria en la no indistingibilitat de les molècules dels gasos, és a dir, seguiria havent-hi una mescla de n gasos a pesar que aquests siguin iguals, un fet que sens dubte condueix a una paradoxa.